# プロドゥア・クナリ
クナリ（KENARI）は、マレーシアの自動車メーカー、プロドゥアが製造する小型トールワゴンである。

## 概要
2000年に発売。2代目ダイハツ・ムーヴがベースとなっているが、エンジンはダイハツの直列3気筒 DOHC 12バルブ 989cc EJ-DE型エンジンが搭載され、また5人乗りとなっている。また、トランスミッションは4速オートマチックトランスミッションおよび5速マニュアルトランスミッションが組み合わせられる。
2004年にはマイナーチェンジが行われ、フロントグリルやヘッドライトの形状（ヘッドランプとフォグランプが繋がったひょうたん型のライト）などが変更された。
スポーティグレードの「RS」も用意され、専用フロントグリル、専用ヘッドライト、専用フロント・リアバンパーなどが装備される。また、ベースグレードである「EZ」にもサイドスカートなどを装備した「EZエアロ」が用意される。エアロシリーズには5速マニュアルトランスミッションが設定される唯一のグレードである「GXエアロ」もラインアップされている。
2010年にプロドゥアは、後継なしで、クナリの販売中止をした。
前期型

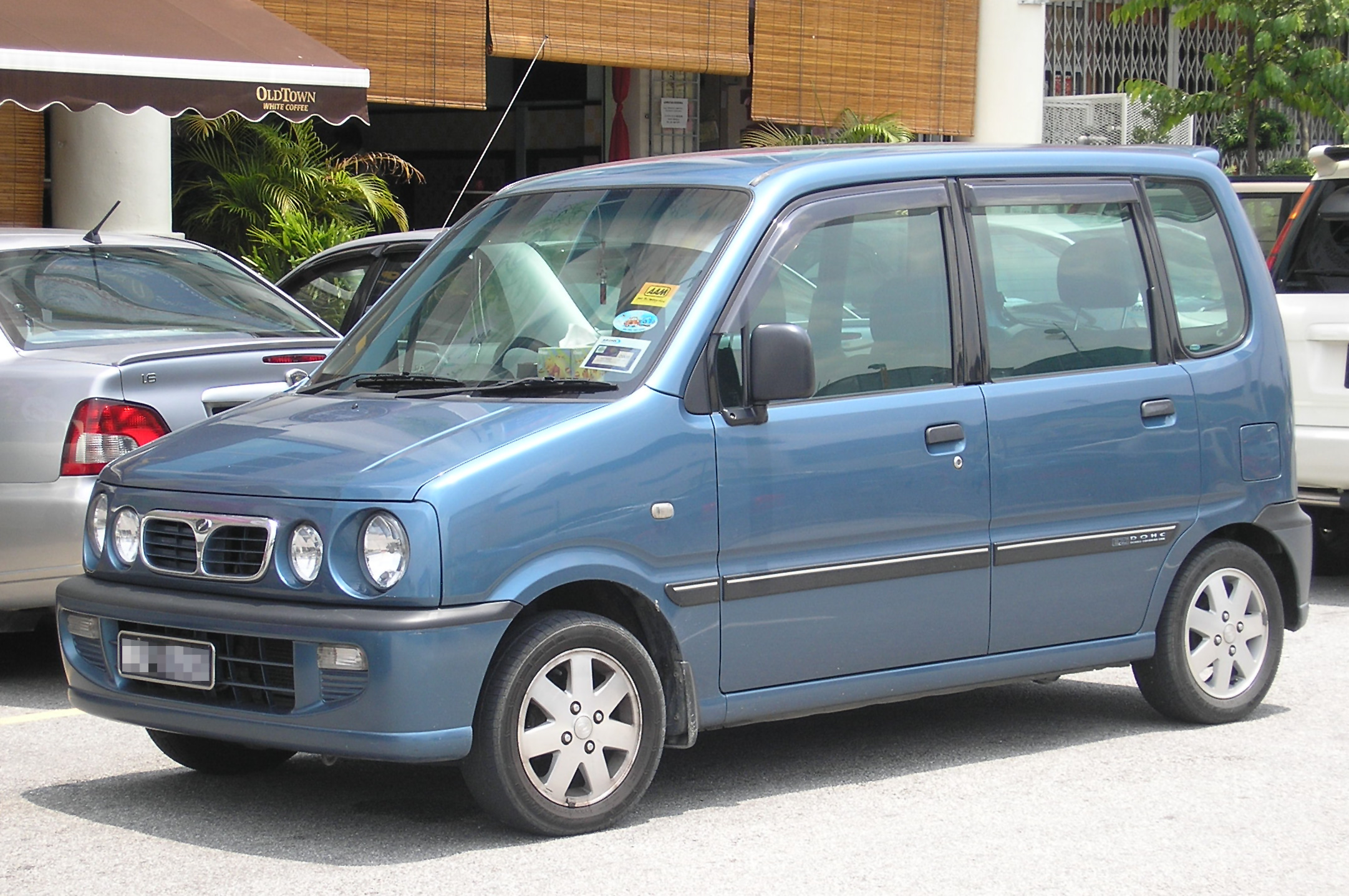
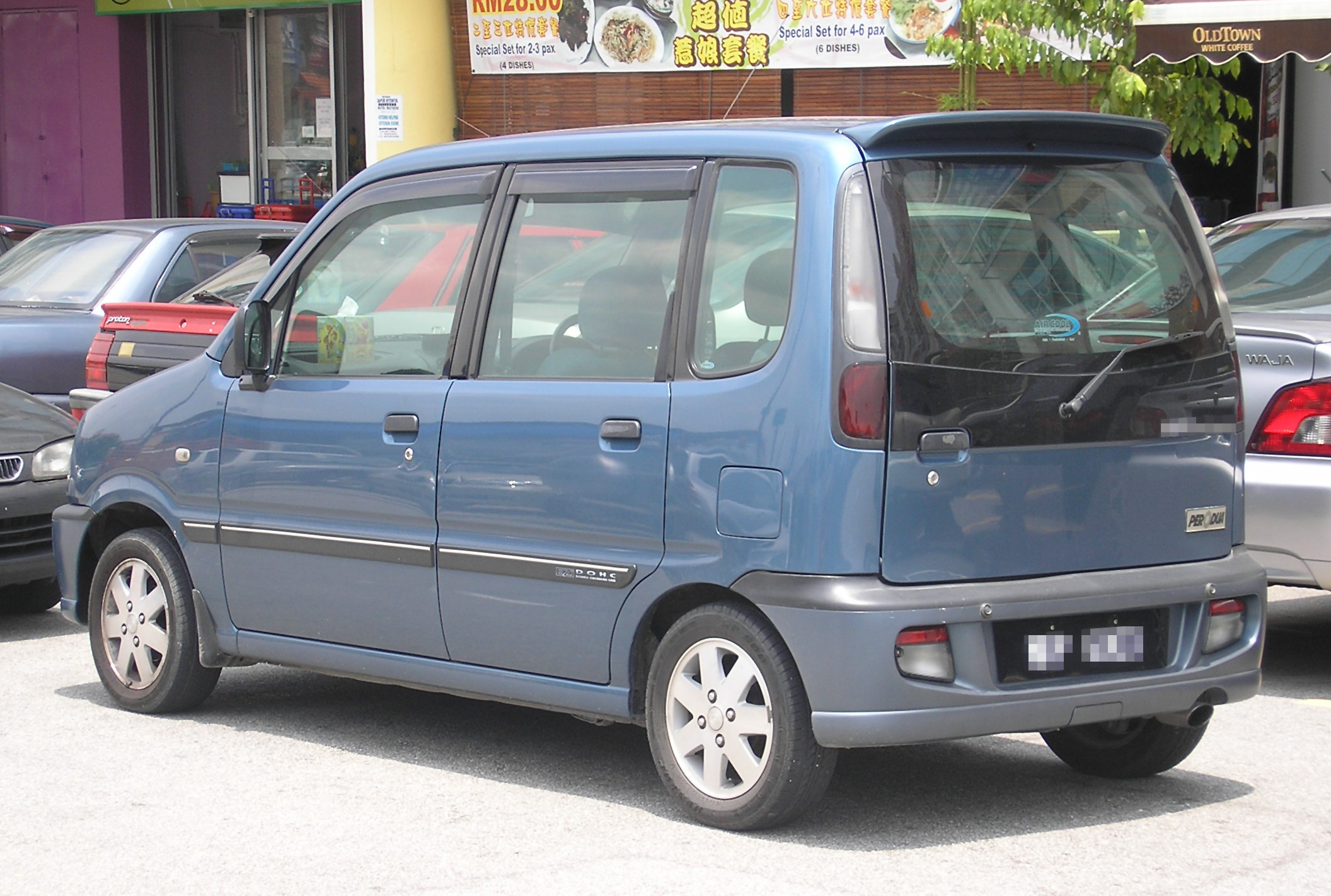
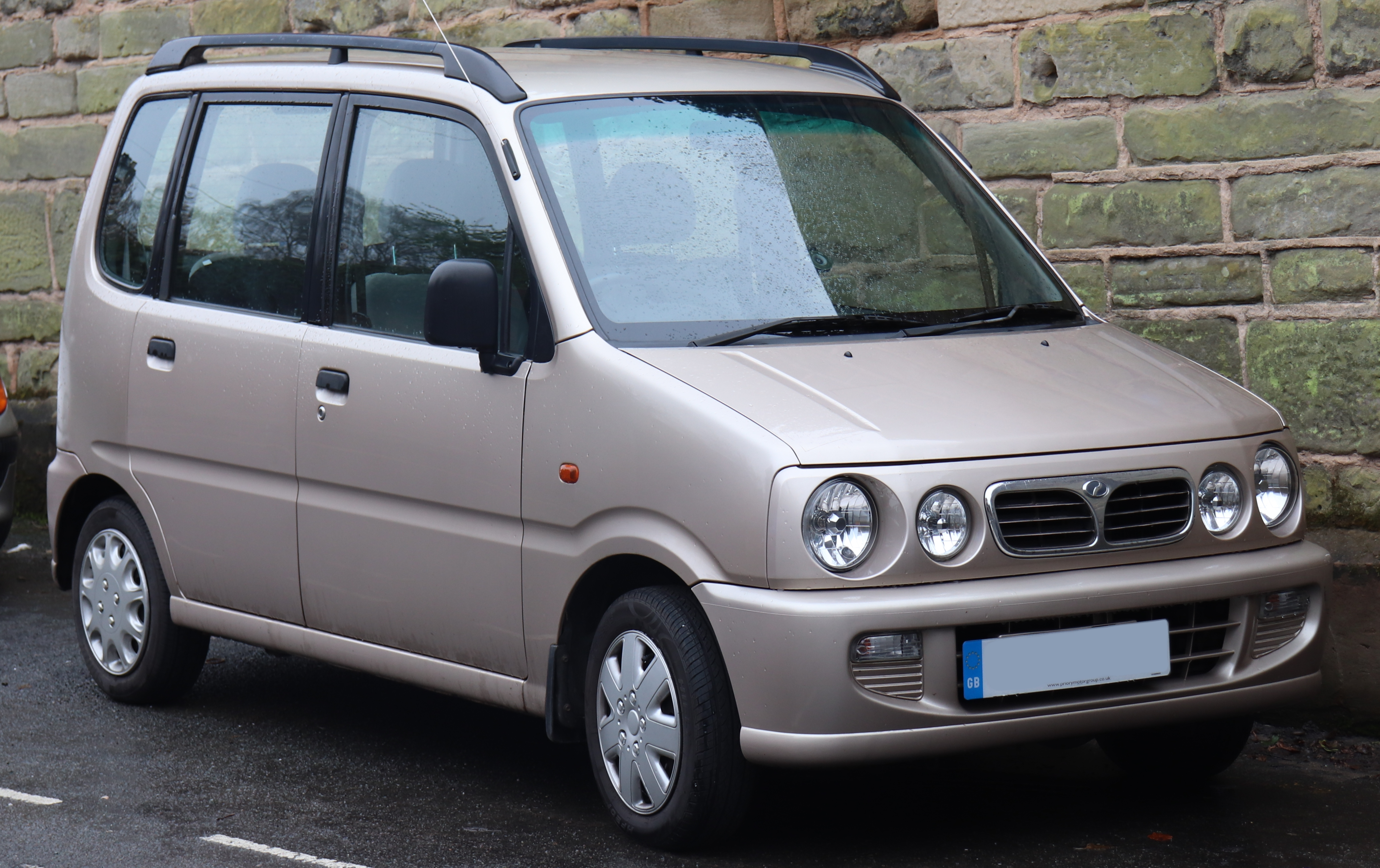
1.0 EZグレード（フロント）
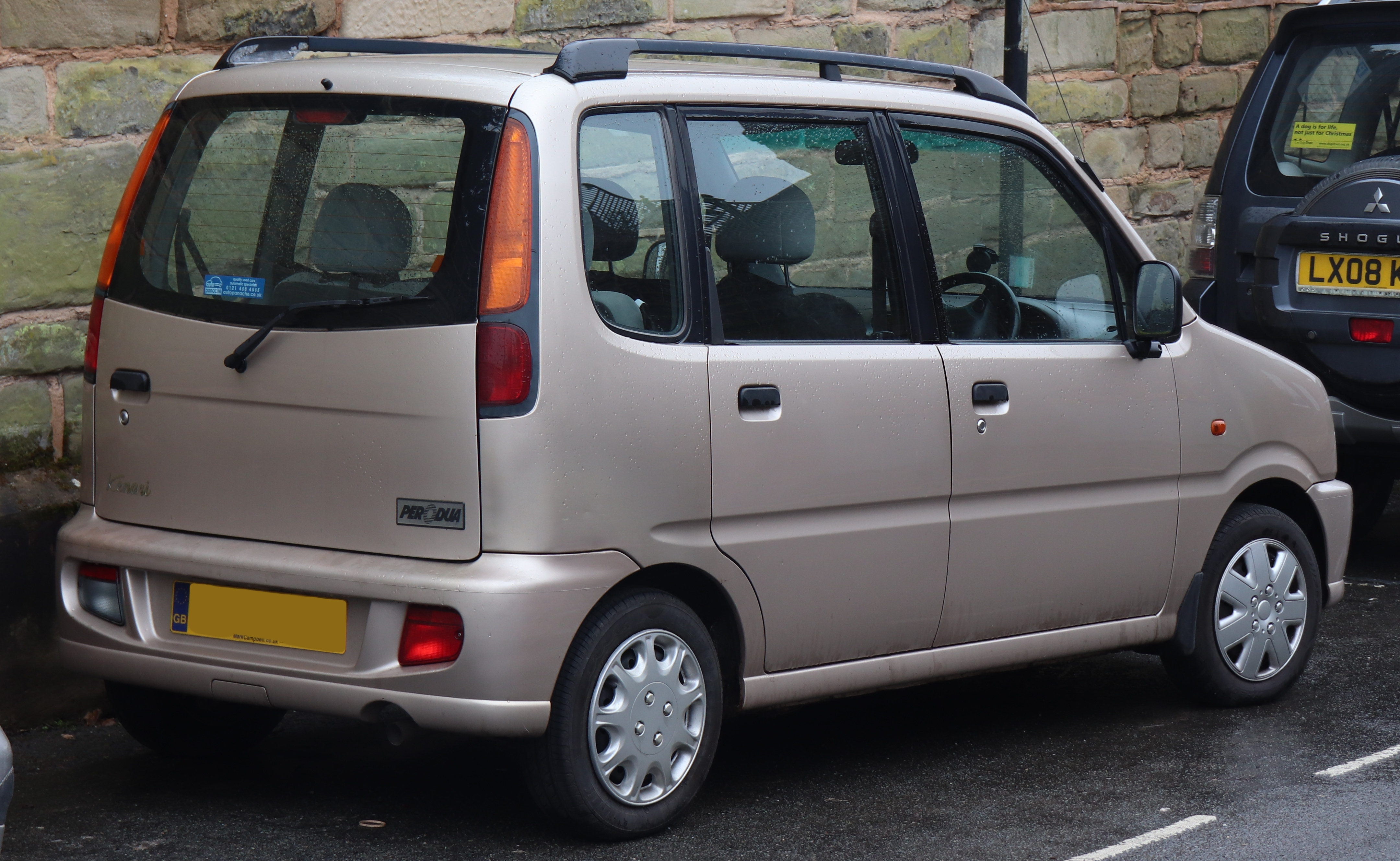
1.0 EZグレード（リア）
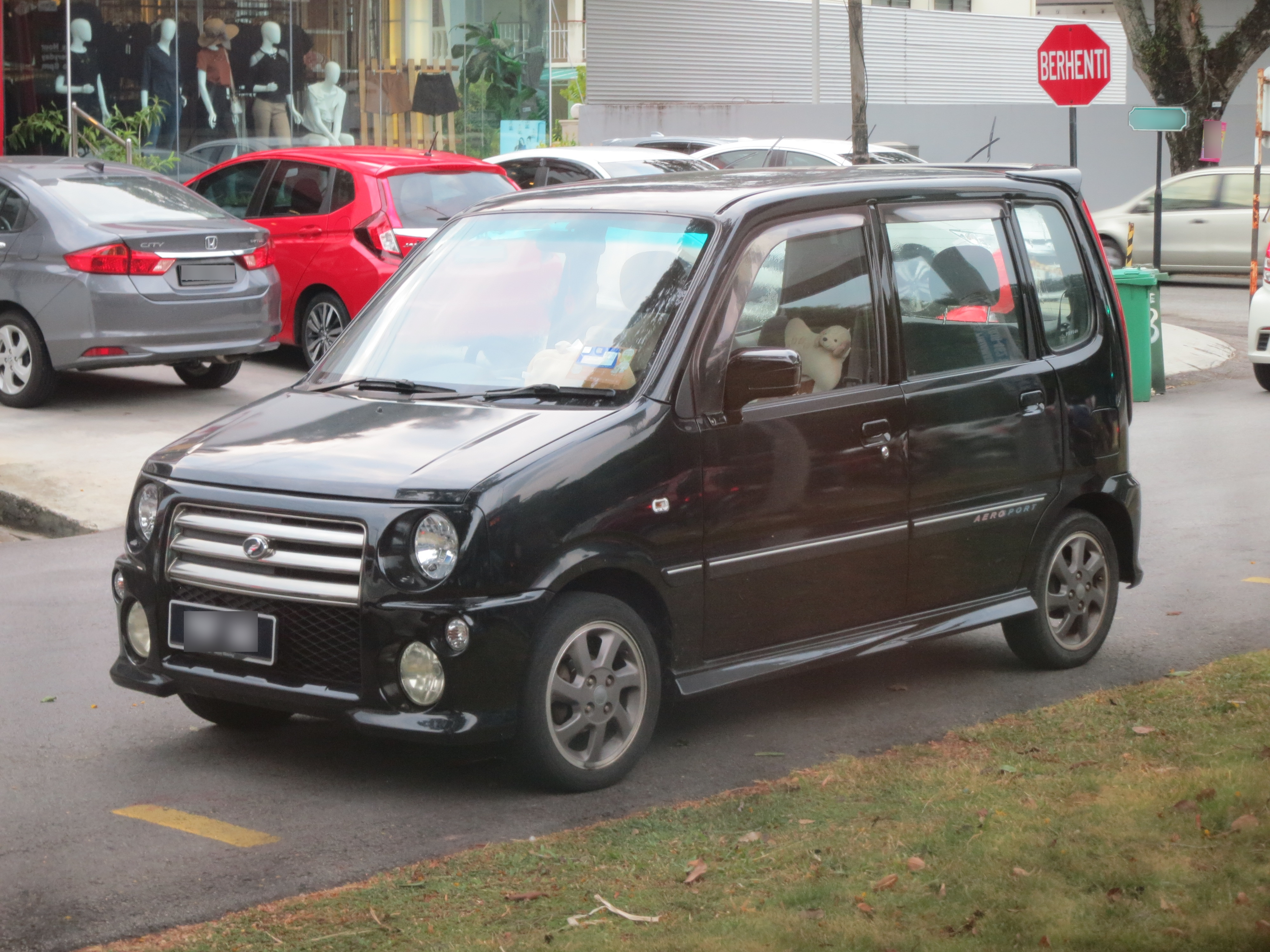
RSエアロスポーツ（フロント）
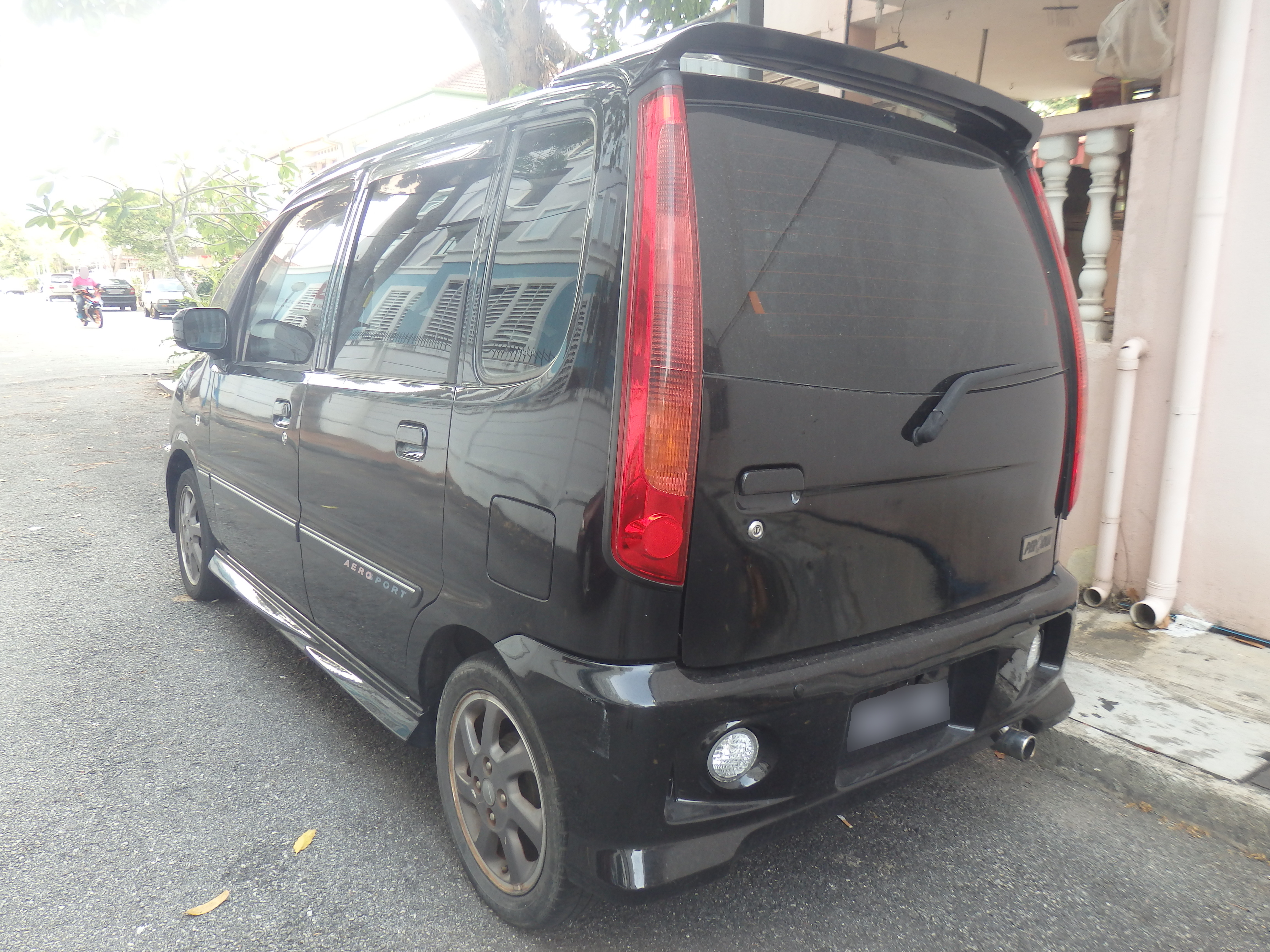
RSエアロスポーツ（リア）

後期型

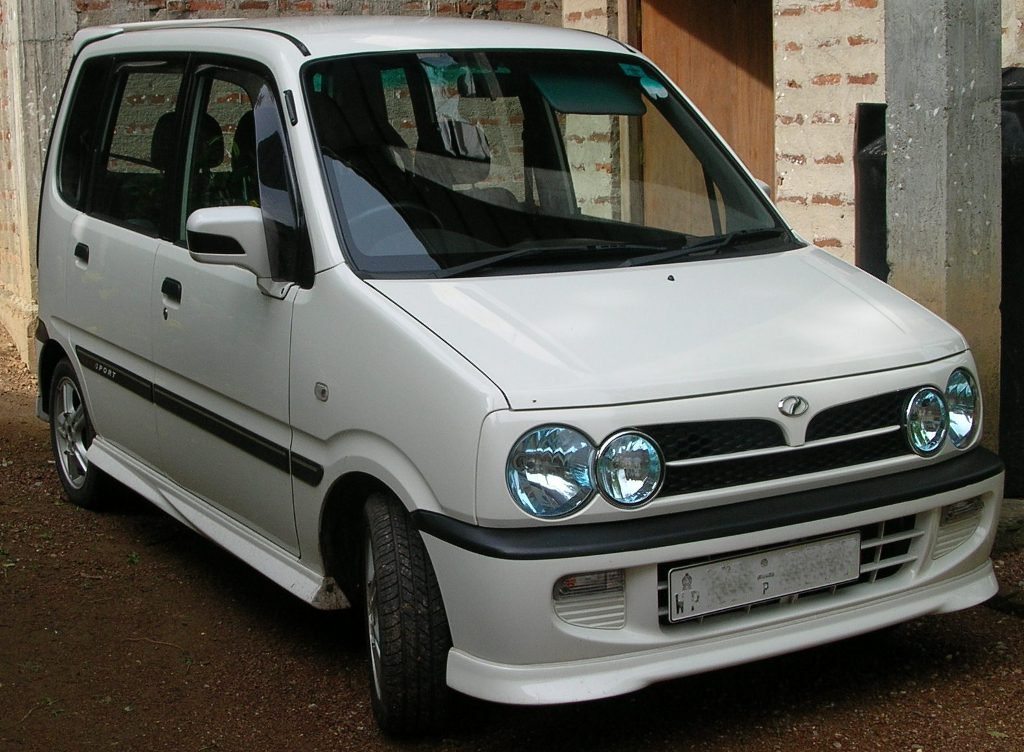
エアロスポーツ

## 車名の由来
「Kenari」はマレー語の鳥種から来ている。